# Konung för en dag (Adam)

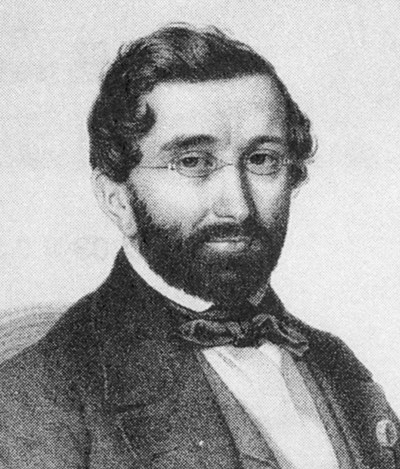
Adolphe Adam

Konung för en dag, originaltitel Si j'étais roi (franska: Om jag vore kung) är en fransk opéra comique i tre akter med musik av Adolphe Adam och libretto av Adolphe d'Ennery och Jules-Henri Brésil. Handlingen är hämtad från en berättelse i sagosamlingen Tusen och en natt.

## Historia
Verket hade premiär den 4 september 1852 på Théâtre Lyrique i Paris och ensemblen var uppdelad i två lag för att tillåta föreställningar varje kväll (operan utgjorde hälften av alla föreställningar på Théâtre Lyrique under årets fyra sista månader och spelades över 170 gånger under de kommande tio åren). Uppsättningar ansågs mycket påkostad med dyra kostymer och juveler burna av sångarna.
Operan sattes senare upp i Bryssel (1853), New Orleans (1856), Turin (1858) och Soerabaya (1864). Även om den inte blev lika populär som Postiljonen från Lonjumeau, så anses den ofta vara Adams bästa verk. Den välkomponerade ouvertyren är fortfarande väldigt populär, särskilt på skivinspelningar. Vokala höjdpunkter är sopranarian "De vos nobles aïeux" och kupletten "Dans le sommeil, l'amour" för barytoner.
Svensk premiär den 25 januari 1882 på Kungliga operan i Stockholm.

## Roller

Henning Malm som Zéphoris, Kungliga teatern, 1901

| Roller                                                   | Röstläge | Premiärbesättning 4 september 1852 (Dirigent: — ) | Svensk premiärbesättning 25 januari 1882 (Dirigent: Conrad Nordqvist) |
| -------------------------------------------------------- | -------- | ------------------------------------------------- | --------------------------------------------------------------------- |
| Néméa, prinsessa av Goa, dotter till kungen av Goa       | sopran   | Pauline-Désirée Colson                            | Mathilda Grabow                                                       |
| Zélide, Zéphoris syster                                  | sopran   | Louise Rouvroy                                    | Dina Niehoff                                                          |
| Zéphoris, en fiskare                                     | tenor    | Tallon                                            | Arvid Ödmann                                                          |
| Moussol, Kung av Goa, fader till Néméa                   | baryton  | Pierre-Marie Laurent                              | Carl Fredrik Lundqvist                                                |
| Prins Kadoor, minister till kungen                       | bas      | François-Marcel Junca                             | Algot Lange                                                           |
| Piféar, en fiskare                                       | tenor    | Horace Menjaud, fils                              | G. Henrikson                                                          |
| Zizel, strandpolis                                       | bas      | Ernest Leroy                                      | Per Janzon                                                            |
| Atar, en minister                                        | bass     | Lemaire                                           | Harald Torsslow                                                       |
| Fiskare, fiskarhustrur, hovfolk, tjänare, bybor, präster |          |                                                   |                                                                       |

## Handling

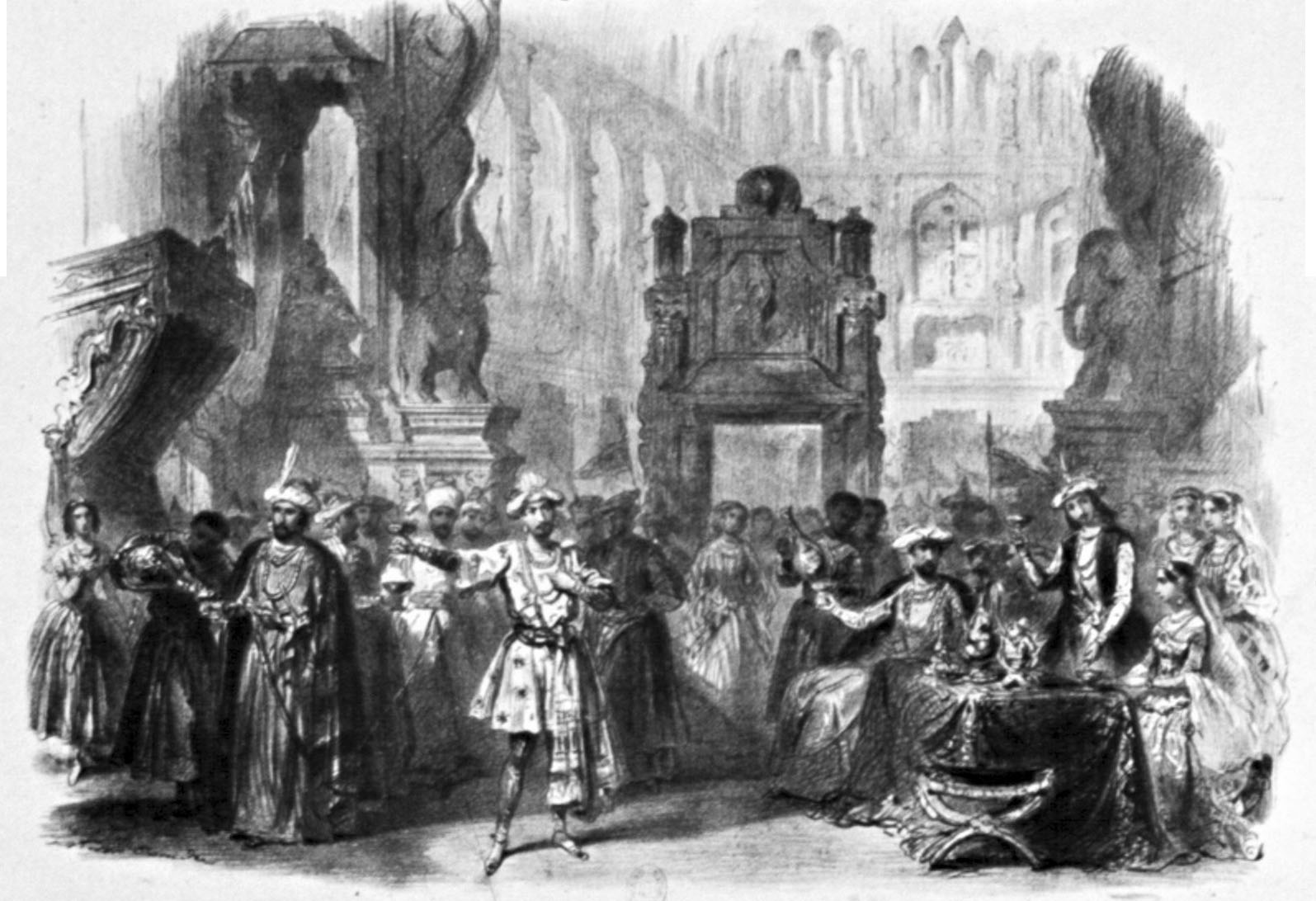
En scen ur operan, från ett klaverutdrag 1845.

### Akt I
Den unge fiskaren Zéphoris sitter på stranden och drömmer om att vara kung, och innan han somnar skriver han sin önskan (Om jag vore kung) i sanden. Landets riktige kung Moussol råkar passera och kommer på idén att Zéphoris skall få sin önskan uppfylld för en enda dag.

### Akt II
Då Zéphoris vaknar är han klädd till kung och börjar genast tillämpa några av sina idéer. Samtidigt får han reda på att prins Kadoor har påstått sig vara den unge man som räddat prinsessan Néméa från att drunkna för att vinna hennes hand, men Zéphoris avslöjar att der var han själv som räddade prinsessan.

### Akt III
När kungen tycker att skämtet har pågått tillräckligt länge ger han Zéphoris en sömndryck och ser till att han förs tillbaka till stranden. Prinsessan berättar för honom att alltsammans bara var ett skämt, men då Kadoor vill döda Zéphoris för att denne har röjt hans bedrägeri, ingriper kungen och bestämmer att Zéphoris skall få prinsessans eftersom han en gång räddat hennes liv.